# Tètol de Hudson
El tètol de Hudson (Limosa haemastica) és una espècie d'ocell de la família dels escolopàcids (Scolopacidae) que en estiu habita prop de l'aigua, localment a zones de tundra d'Alaska i el Canadà, passant l'hivern a les zones humides de les terres baixes del sud del Brasil, el Paraguai, Uruguai, Argentina i Xile.